# Stechinelli-Kapelle

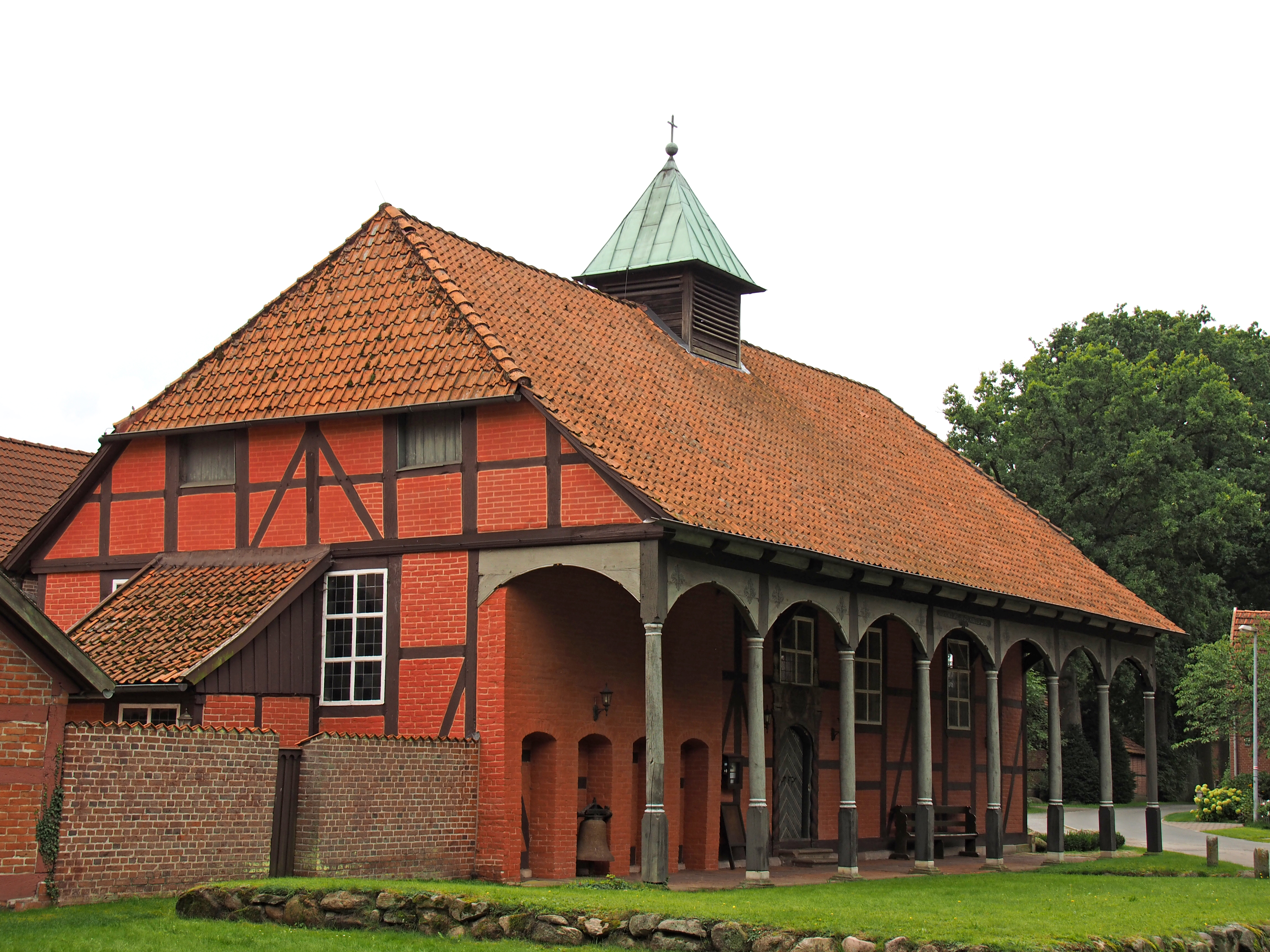
Die Stechinelli-Kapelle

Die Stechinelli-Kapelle in Wieckenberg, einem Ortsteil der Gemeinde Wietze im niedersächsischen Landkreis Celle, war die Gutskapelle des Francesco Maria Capellini, genannt Stechinelli. Die Kapelle gehört zur Kirchengemeinde Wietze im Kirchenkreis Celle im Sprengel Lüneburg der Evangelisch-lutherischen Landeskirche Hannovers.

## Geschichte
Der geschäftstüchtige Stechinelli wurde 1678 zum General-Erbpostmeister der welfischen Fürstentümer ernannt. Kaiser Leopold I. erhob die Familie Capellini 1688 in den erblichen Reichsadelsstand, mit dem Namen von Wickenburg. Stechinelli besaß, neben vielen anderen Gebäuden und Ländereien, in Wieckenberg ein Gut mit barockem Lustgarten als Sommersitz, von dem heute noch ein Tor und ein barocker Brunnen erhalten sind. Herzog Georg Wilhelm von Braunschweig-Lüneburg gestattete ihm, hier eine Kapelle zu bauen, machte aber zur Auflage, dass sie nicht auf den ersten Blick als Gotteshaus zu erkennen sei. Mit dem Bau der Kapelle im Stil eines Bauernhauses wurde 1692 begonnen. Die Kapelle wurde 1699 geweiht. Stechinelli war schon 1694 gestorben. Das Gebäude wird seitdem als evangelisches Gotteshaus genutzt.
In den Jahren 1911, 1981/82, 2008 und letztmals 2012/13 erfolgten umfangreiche Restaurierungen.
Die Kapelle gehört heute der Evangelisch-Lutherischen Landeskirche Hannovers an. Seit Oktober 2008 ist sie Station auf dem Jakobusweg Lüneburger Heide.

## Ausstattung
Das Innere der Kapelle ist im italienischen Barockstil gehalten. Sie enthält eine reich verzierte Kanzel. Der Schnitzaltar wird von zwei Engeln getragen. Er enthält Apostelfiguren, die älter als die Kirche sind. Das Altarretabel zeigt das Wappen Stechinellis und das seiner zweiten Frau (Hut und Rose). Neben dem Altar stehen zwei Gutsherren-Priechen. Die Taufschale wird von einem hölzernen, schwebenden Engel gehalten. Die Bemalung der Holzdecke und die Glasfenster wurden 1981/82 bei der Rekonstruktion der zweiten Ausmalung aus dem 18. Jahrhundert wieder in den ursprünglichen Zustand versetzt. In dem Deckengemälde sind mehrere Kinderköpfe zu sehen. Man vermutet, dass sie die Kinder Stechinellis darstellen sollen. Die erste Orgel mit 5 Registern, einem Manual und einem  angehängten Pedal wurde 1971 von E. F. Walcker & Cie. gebaut. Sie wurde 2020 durch eine neue Orgel im italienischen Stil mit 6 Registern, einem Manual und einem angehängten Pedal von Jörg Bente ersetzt.

Im Innern der Kapelle
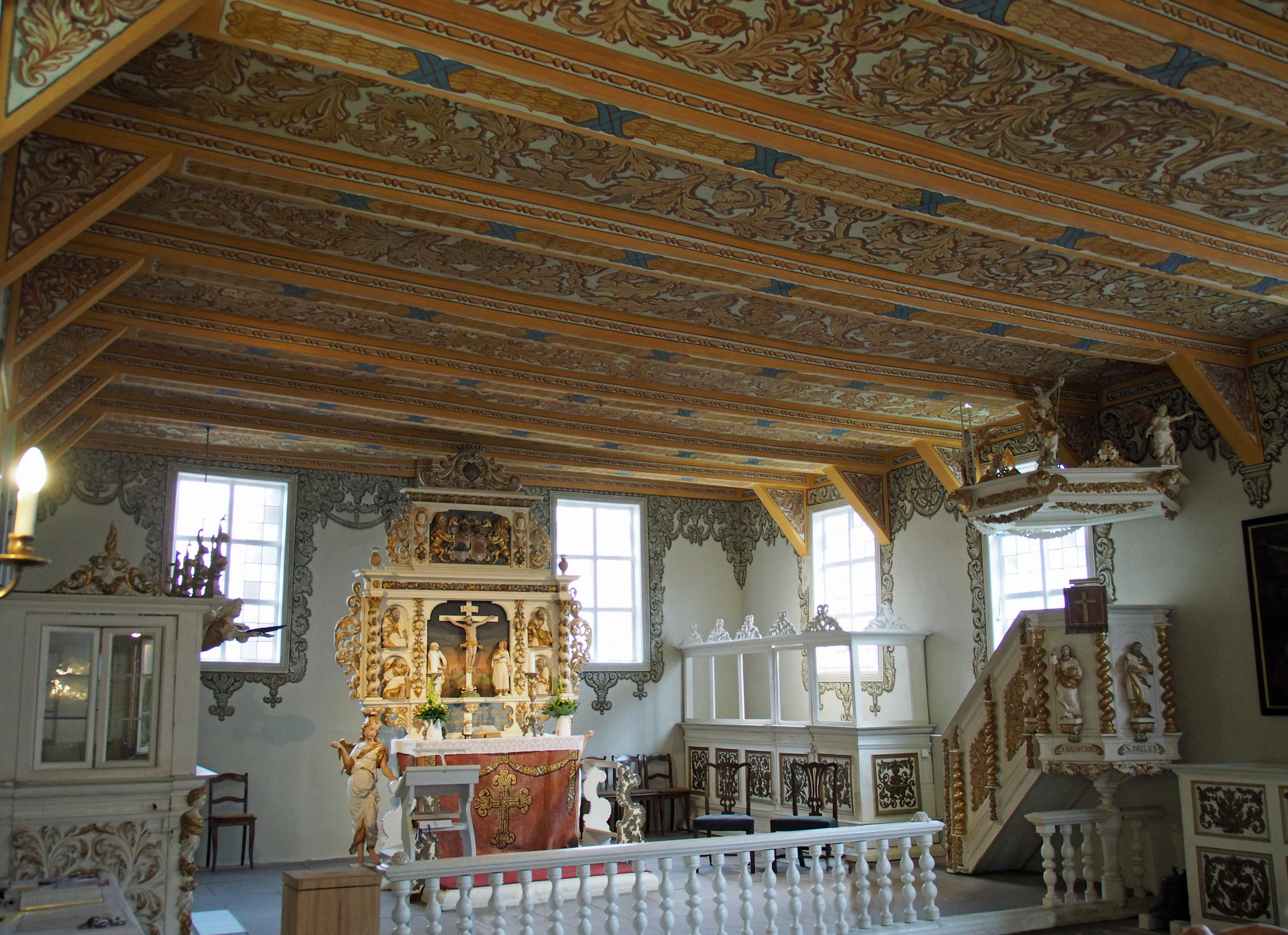
Altarraum mit Priechen und Kanzel
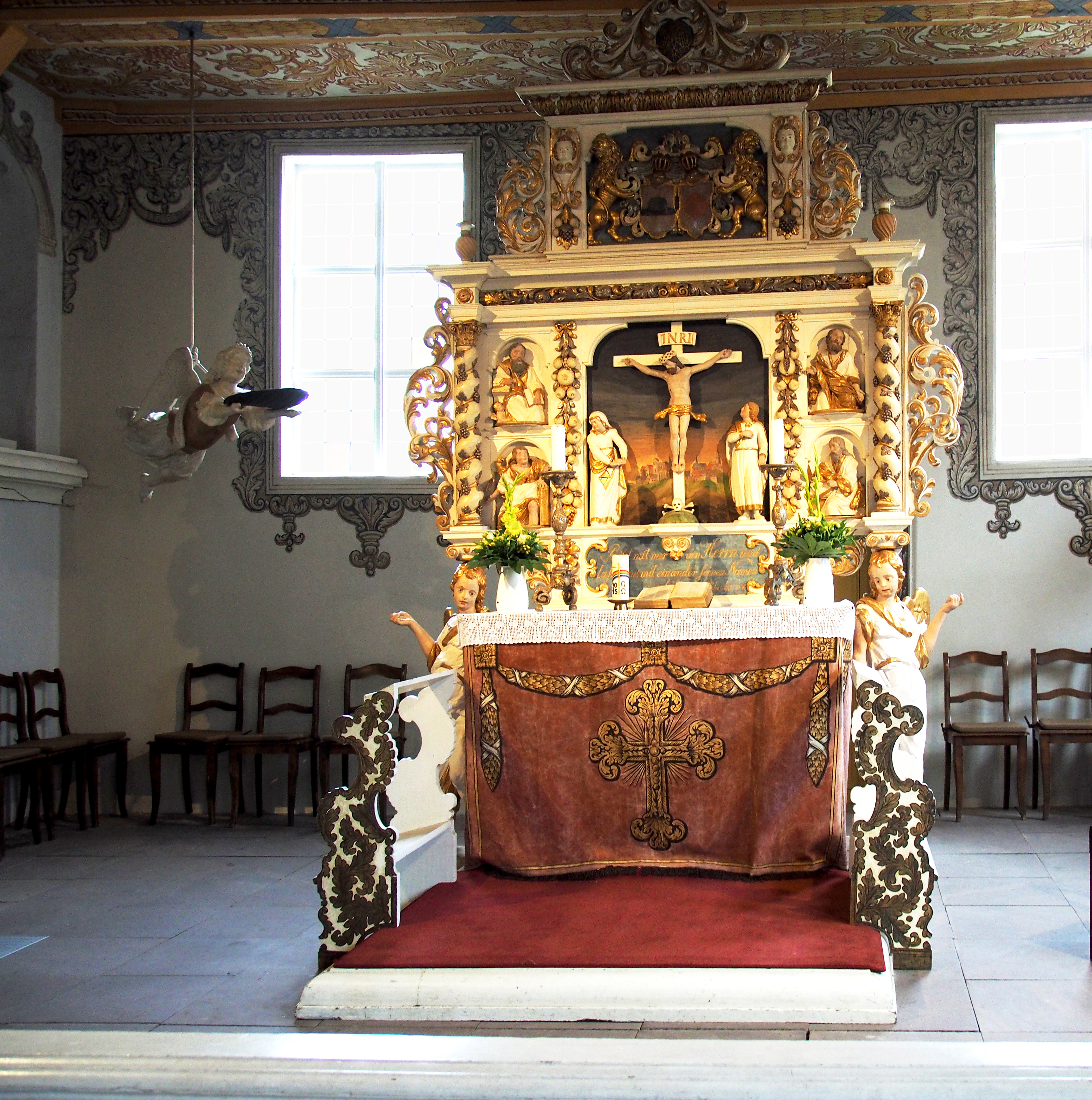
Der Altar
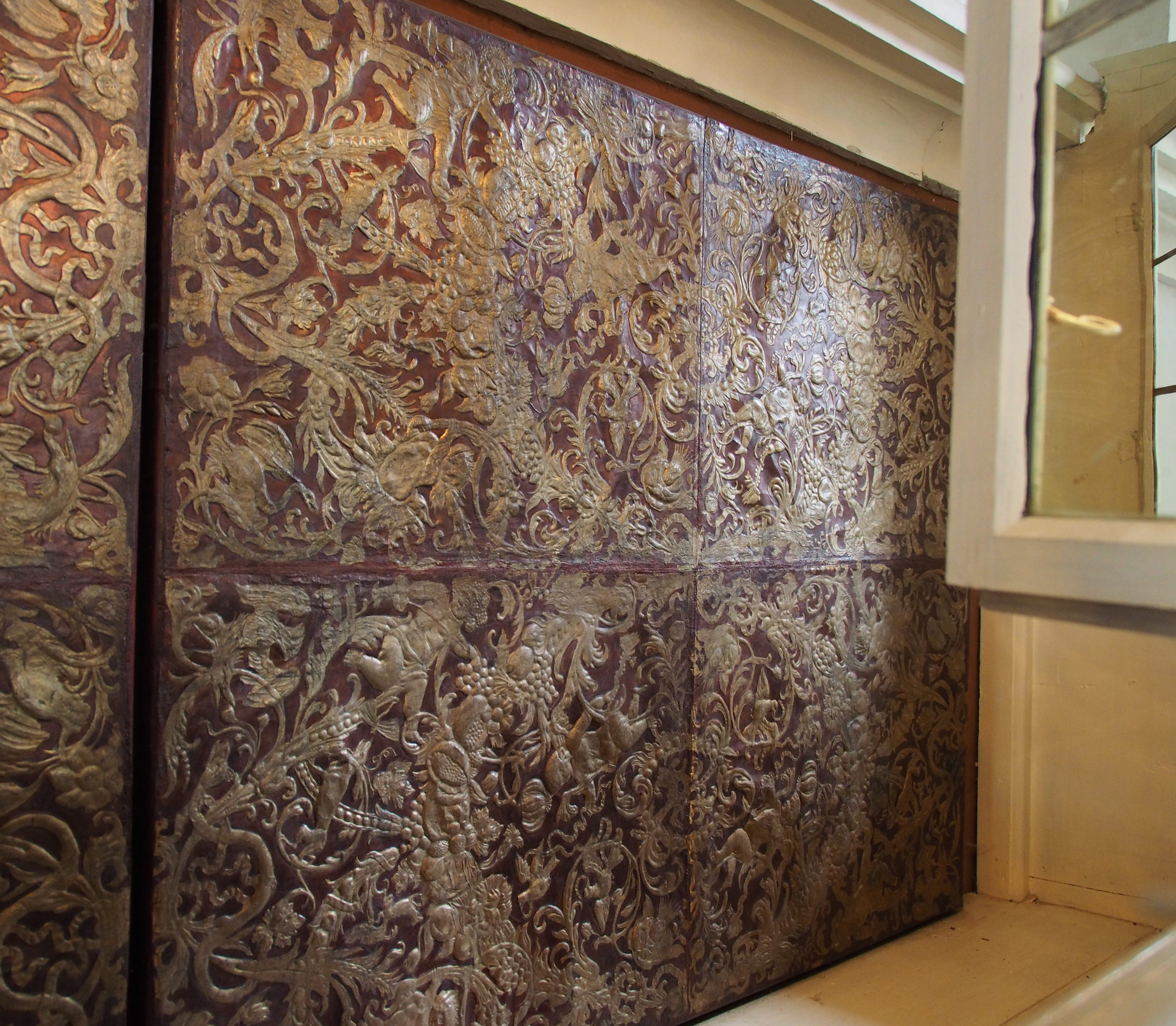
Geprägte Lederrückwand in der Prieche
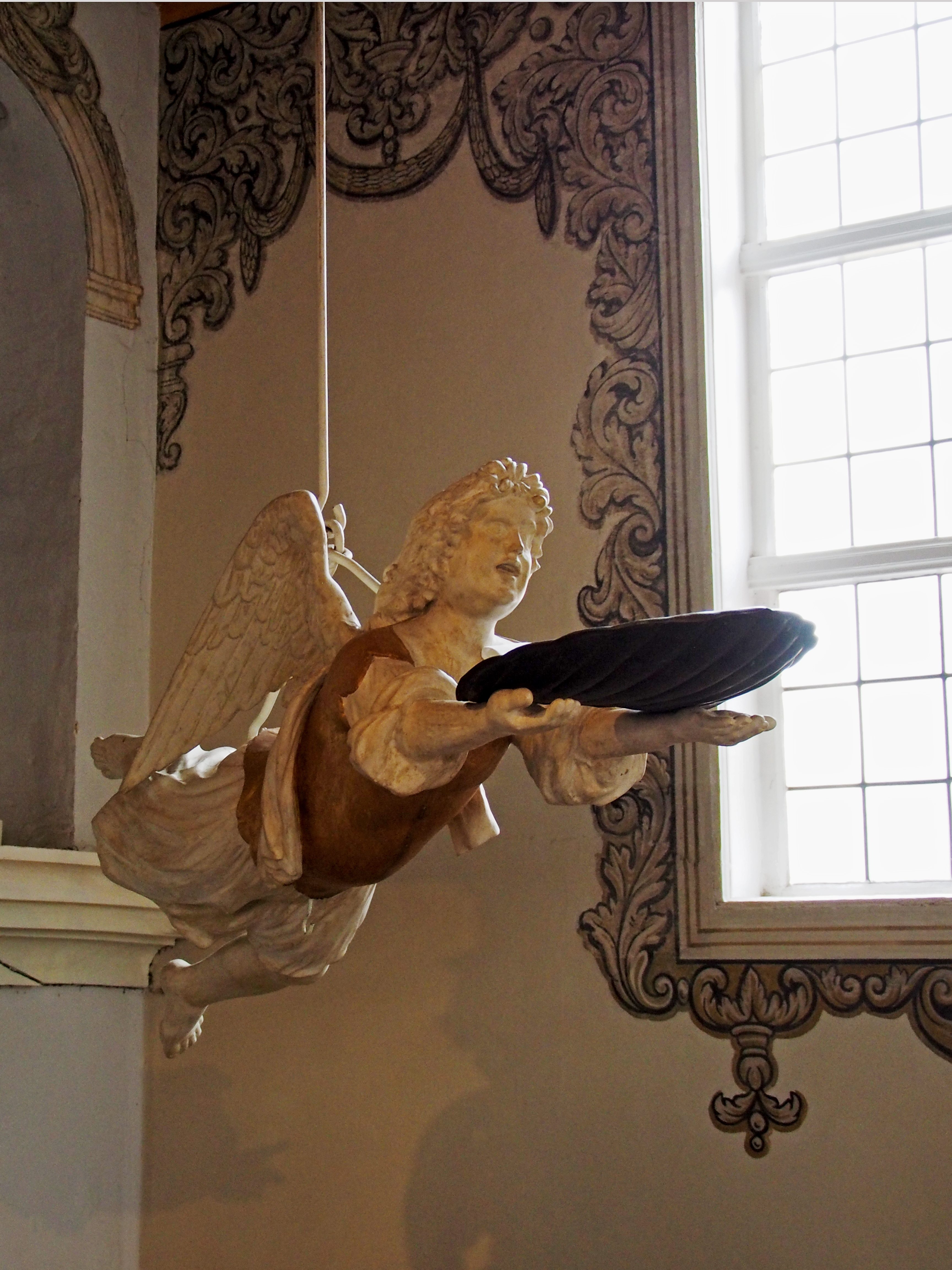
Der hölzerne Engel mit der Taufschale
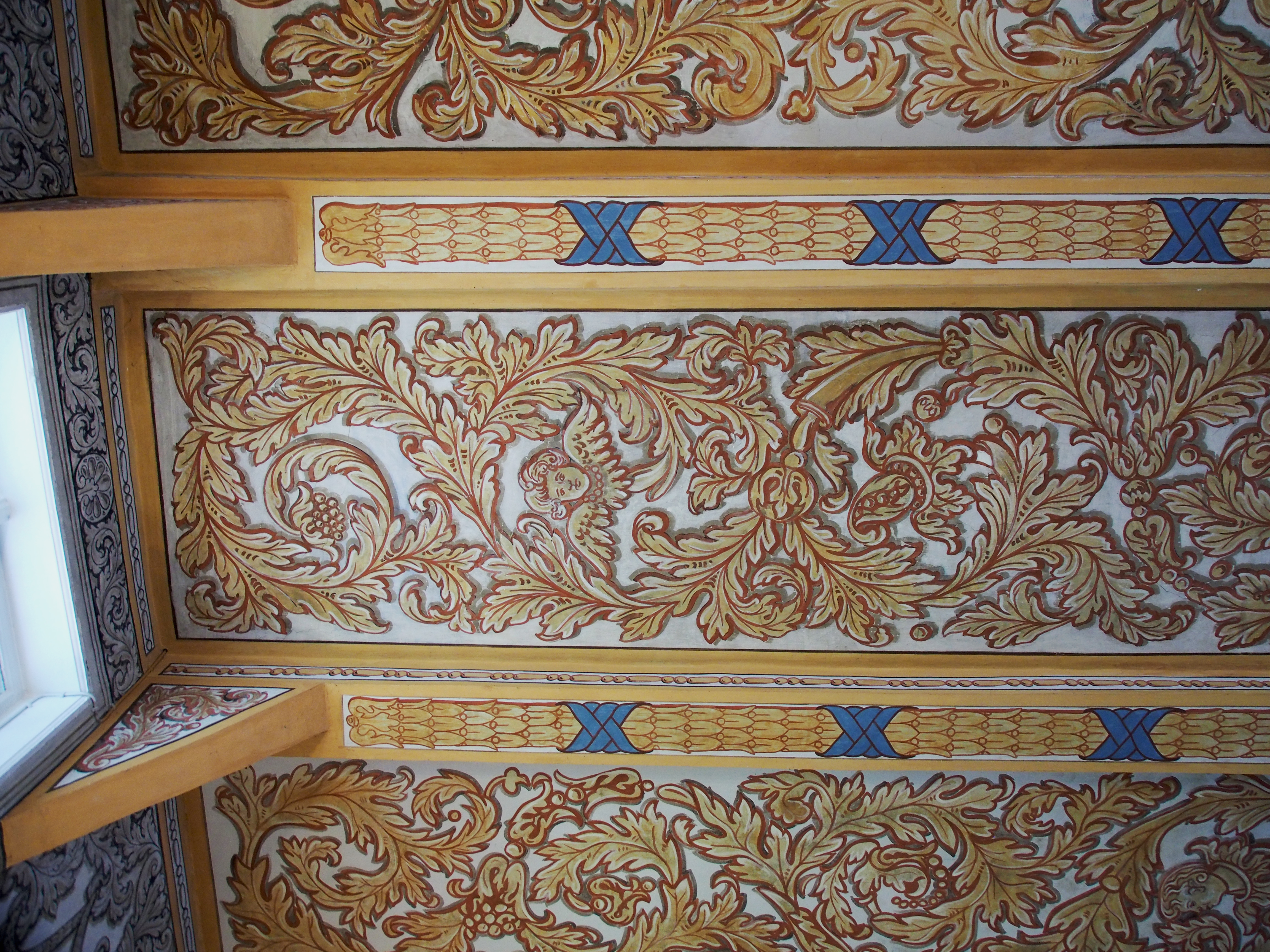
Deckenbemalung mit zwei Kinderköpfen